# Połośna (rejon stołpecki)
Połośna (biał. Паласня, Pałasnia; ros. Полосня, Połosnia) – wieś na Białorusi, w obwodzie mińskim, w rejonie stołpeckim, w sielsowiecie Mikołajewszczyzna.

## Historia
W Rzeczypospolitej Obojga Narodów leżała w województwie nowogródzkim, w powiecie nowogródzkim. Należała do Radziwiłłów, później została nadana przez nich bernardynom nieświeskim. Znajdowała się tu sławna na całą Litwę fabryka sukna bernardyńskiego. Odpadła od Polski w wyniku II rozbioru.
W XIX i w początkach XX w. folwark i zaścianek położone w Rosji, w guberni mińskiej, w powiecie słuckim, w gminie Howiezna. Po kasacie bernardynów wróciła do Radziwiłłów, należąc do ordynacji nieświeskiej. Znajdowała się tu katolicka kaplica cmentarna fundacji radziwiłłowskiej, należąca do parafii w Nieświeżu.
W dwudziestoleciu międzywojennym folwark, zaścianek i leśniczówka leżące w Polsce, w województwie nowogródzkim, w powiecie nieświeskim, w gminie Howiezna. W 1921 miejscowość liczyła 97 mieszkańców, zamieszkałych w 15 budynkach, wyłącznie Polaków. 78 mieszkańców było wyznania rzymskokatolickiego, 12 prawosławnego i 7 mojżeszowego.
Na wschód od Połośni leżał las ordynacji nieświeskiej, liczący kilka kilometrów szerokości, a za nim przebiegała granica polsko-sowiecka. W odległości kilku kilometrów niezamieszkałych terenów od miejscowości znajdowały się dwie strażnice Korpusu Ochrony Pogranicza: „Połośnia” oraz „Las Połośniański”.
Po II wojnie światowej w granicach Związku Sowieckiego. Od 1991 w niepodległej Białorusi.